# Omalisus fontisbellaquaei
Omalisus fontisbellaquaei is een keversoort uit de familie kasteelkevers (Omalisidae). De wetenschappelijke naam van de soort werd in 1785 gepubliceerd door Etienne Louis Geoffroy.